# MTV Europe Music Awards/Best Female
Der MTV Europe Music Award for Best Female war einer der Hauptpreise des MTV Europe Music Awards bis zum Jahr 2017. Er wurde bereits bei der Erstverleihung 1994 verliehen. Nachdem er bereits 2007 und 2008 ausgesetzt wurde, wird er heute durch den Best Artist-Award ersetzt, der beide Geschlechter umfasst. Erfolgreichste Künstlerin war Lady Gaga, die den Award drei Mal gewann. Je zwei Mal gewannen Christina Aguilera, Britney Spears, Jennifer Lopez und Madonna den Award.

## Gewinner und Nominierte

### 1990er
| Jahr              | Künstler | EN |
| ----------------- | -------- | -- |
| 1994              |          |    |
| Mariah Carey      | [ 1 ]    |    |
| Tori Amos         | [ 1 ]    |    |
| Björk             | [ 1 ]    |    |
| Neneh Cherry      | [ 1 ]    |    |
| Marusha           | [ 1 ]    |    |
| 1995              | [ 1 ]    |    |
| Björk             | [ 2 ]    |    |
| Sheryl Crow       | [ 2 ]    |    |
| PJ Harvey         | [ 2 ]    |    |
| Janet Jackson     | [ 2 ]    |    |
| Madonna           | [ 2 ]    |    |
| 1996              | [ 2 ]    |    |
| Alanis Morissette | [ 3 ]    |    |
| Björk             | [ 3 ]    |    |
| Toni Braxton      | [ 3 ]    |    |
| Neneh Cherry      | [ 3 ]    |    |
| Joan Osborne      | [ 3 ]    |    |
| 1997              | [ 3 ]    |    |
| Janet Jackson     | [ 4 ]    |    |
| Björk             | [ 4 ]    |    |
| Toni Braxton      | [ 4 ]    |    |
| Sheryl Crow       | [ 4 ]    |    |
| Madonna           | [ 4 ]    |    |
| 1998              | [ 4 ]    |    |
| Madonna           | [ 5 ]    |    |
| Mariah Carey      | [ 5 ]    |    |
| Celine Dion       | [ 5 ]    |    |
| Natalie Imbruglia | [ 5 ]    |    |
| Janet Jackson     | [ 5 ]    |    |
| 1999              | [ 5 ]    |    |
| Britney Spears    | [ 6 ]    |    |
| Geri Halliwell    | [ 6 ]    |    |
| Lauryn Hill       | [ 6 ]    |    |
| Whitney Houston   | [ 6 ]    |    |
| Madonna           | [ 6 ]    |    |

### 2000er
| Jahr               | Künstler | EN |
| ------------------ | -------- | -- |
| 2000               |          |    |
| Madonna            | [ 7 ]    |    |
| Melanie C          | [ 7 ]    |    |
| Janet Jackson      | [ 7 ]    |    |
| Jennifer Lopez     | [ 7 ]    |    |
| Britney Spears     | [ 7 ]    |    |
| 2001               | [ 7 ]    |    |
| Jennifer Lopez     | [ 8 ]    |    |
| Mariah Carey       | [ 8 ]    |    |
| Dido               | [ 8 ]    |    |
| Janet Jackson      | [ 8 ]    |    |
| Madonna            | [ 8 ]    |    |
| 2002               | [ 8 ]    |    |
| Jennifer Lopez     | [ 9 ]    |    |
| Kylie Minogue      | [ 9 ]    |    |
| Pink               | [ 9 ]    |    |
| Shakira            | [ 9 ]    |    |
| Britney Spears     | [ 9 ]    |    |
| 2003               | [ 9 ]    |    |
| Christina Aguilera | [ 10 ]   |    |
| Beyoncé            | [ 10 ]   |    |
| Madonna            | [ 10 ]   |    |
| Kylie Minogue      | [ 10 ]   |    |
| Pink               | [ 10 ]   |    |
| 2004               | [ 10 ]   |    |
| Britney Spears     | [ 11 ]   |    |
| Anastacia          | [ 11 ]   |    |
| Beyoncé            | [ 11 ]   |    |
| Alicia Keys        | [ 11 ]   |    |
| Avril Lavigne      | [ 11 ]   |    |
| 2005               | [ 11 ]   |    |
| Shakira            | [ 12 ]   |    |
| Mariah Carey       | [ 12 ]   |    |
| Missy Elliott      | [ 12 ]   |    |
| Alicia Keys        | [ 12 ]   |    |
| Gwen Stefani       | [ 12 ]   |    |
| 2006               | [ 12 ]   |    |
| Christina Aguilera | [ 13 ]   |    |
| Beyoncé            | [ 13 ]   |    |
| Nelly Furtado      | [ 13 ]   |    |
| Madonna            | [ 13 ]   |    |
| Shakira            | [ 13 ]   |    |
| 2009               |          |    |
| Beyoncé            | [ 14 ]   |    |
| Katy Perry         | [ 14 ]   |    |
| Lady Gaga          | [ 14 ]   |    |
| Leona Lewis        | [ 14 ]   |    |
| Shakira            | [ 14 ]   |    |

### 2010er
| Jahr           | Künstler | EN |
| -------------- | -------- | -- |
| 2010           |          |    |
| Lady Gaga      | [ 15 ]   |    |
| Miley Cyrus    | [ 15 ]   |    |
| Katy Perry     | [ 15 ]   |    |
| Rihanna        | [ 15 ]   |    |
| Shakira        | [ 15 ]   |    |
| 2011           | [ 15 ]   |    |
| Lady Gaga      | [ 16 ]   |    |
| Adele          | [ 16 ]   |    |
| Beyoncé        | [ 16 ]   |    |
| Jennifer Lopez | [ 16 ]   |    |
| Katy Perry     | [ 16 ]   |    |
| 2012           | [ 16 ]   |    |
| Taylor Swift   | [ 17 ]   |    |
| Katy Perry     | [ 17 ]   |    |
| Nicki Minaj    | [ 17 ]   |    |
| Pink           | [ 17 ]   |    |
| Rihanna        | [ 17 ]   |    |
| 2013           | [ 17 ]   |    |
| Katy Perry     | [ 18 ]   |    |
| Miley Cyrus    | [ 18 ]   |    |
| Selena Gomez   | [ 18 ]   |    |
| Lady Gaga      | [ 18 ]   |    |
| Taylor Swift   | [ 18 ]   |    |
| 2014           | [ 18 ]   |    |
| Ariana Grande  | [ 19 ]   |    |
| Beyoncé        | [ 19 ]   |    |
| Katy Perry     | [ 19 ]   |    |
| Nicki Minaj    | [ 19 ]   |    |
| Taylor Swift   | [ 19 ]   |    |
| 2015           | [ 19 ]   |    |
| Rihanna        | [ 20 ]   |    |
| Ellie Goulding | [ 20 ]   |    |
| Miley Cyrus    | [ 20 ]   |    |
| Nicki Minaj    | [ 20 ]   |    |
| Taylor Swift   | [ 20 ]   |    |
| 2016           |          |    |
| Lady Gaga      | [ 21 ]   |    |
| Adele          | [ 21 ]   |    |
| Beyoncé        | [ 21 ]   |    |
| Rihanna        | [ 21 ]   |    |
| Sia            | [ 21 ]   |    |